# خطط إدارة أحواض الأنهار
خطط إدارة أحواض الأنهار هي أدوات إدارية تستخدم في الإدارة المتكاملة لموارد المياه. وهي تحتوي بشكل عام على الموارد المائية في أحواض مصبات الأنهار وخطط توزيع المياه.

## أوروبا
تعتبر خطط إدارة أحواض الأنهار مطلبًا في التوجيه الإطاري للمياه ووسيلة لتحقيق حماية وتطوير واستدامة استخدام البيئة المائية في جميع أنحاء أوروبا. ويتضمن ذلك المياه السطحية العذبة (بما في ذلك البحيرات والعيون والأنهار) والمياه الجوفية والنظم البيئية مثل الأراضي الرطبة التي تعتمد على المياه الجوفية ومصبات الأنهار ومياه السواحل التي تمتد لمسافة ميل بحري واحد.
يتطلب هذا التوجيه أن تكون من الدول الأعضاء حتى يهدف لتحقيق - على الأقل - حالة جيدة لكل مستجمع مائي يوجد داخل مناطق أحواض الأنهار بها. يحب أن تنتج كل دولة عضو خطة لكل منطقة لأحواض الأنهار داخل أراضيها.
ويجب أن تتضمن الخطط: أهدافًا لكل مستجمع مائي وتقديم أسباب عدم تحقيقها الأهداف عند الضرورة وبرنامجًا للإجراءات المطلوبة لتحقيق هذه الأهداف.
نُشرت خطط إدارة أحواض الأنهار في العديد من الدول الأعضاء في ديسمبر 2010.

## إدارة أحواض الأنهار في المناخ المتغير - وثيقة توجيهية
في نوفمبر 2009، أصدرت إدارة المياه بالدول الأعضاء في الاتحاد الأوروبي وثيقة توجيهية بشأن التكيف مع تغييرات المناخ في إدارة المياه. وهذه الوثيقة هي النتيجة الأولى لكثير من الإجراءات الواردة في الورقة البيضاء للجنة الأوروبية التي كانت بعنوان التكيف مع تغييرات المناخ نحو إطار أوروبي لاتخاذ الإجراءات. وتنص الوثيقة على توجيهات حول كيفية أخذ التغييرات المناخية في الاعتبار عند تنفيذ الإطار التوجيهي للمياه وتنفيذ توجيه الفيضانات وإستراتيجية ندرة المياه والجفاف.

## وصلات خارجية
- The Water Framework Directive in England and Wales - Environment Agency
- River basin planning in Scotland - Scottish Environment Protection Agency
- River basin management in a changing climate - a Guidance document (pdf 2.1MB)